# Vysvědčení

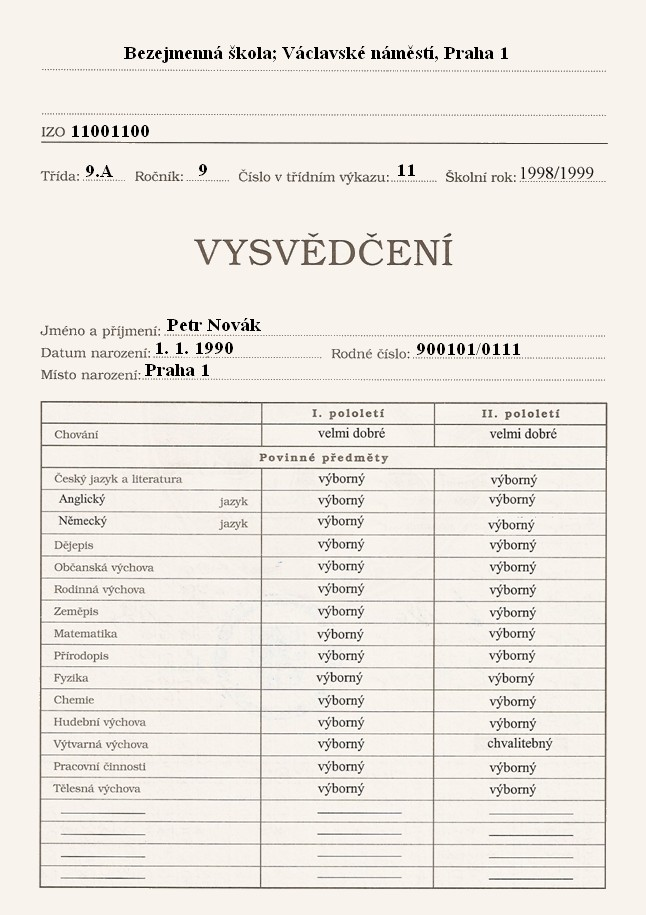
Vysvědčení z druhého stupně základní školy

Vysvědčení (kalk z něm. Zeugnis) je úřední listina, potvrzující nějakou významnou skutečnost. V současné době se užívá hlavně pro školní vysvědčení, v jiných souvislostech je nahradilo slovo potvrzení.

## Školní vysvědčení
Školní vysvědčení je potvrzení o výsledcích vzdělávání ve škole, které se vydává žákům základních a středních škol dvakrát do roka, zpravidla poslední lednový pracovní den (tzv. pololetní vysvědčení, nebo také jako Výpis z vysvědčení) a poslední červnový pracovní den. Podle školského zákona se výsledky v jednotlivých předmětech hodnotí slovně nebo klasifikačním stupněm (hovorově známkou).
V běžné řeči se slovem vysvědčení označují i jiná potvrzení o výsledcích vzdělávání, jako je výstupní hodnocení v posledním roce povinné školní docházky, vysvědčení o závěrečné zkoušce na střední škole, o maturitní zkoušce („maturitní vysvědčení“) a podobně.
Někteří odborníci na vzdělávání, např. Helena Zitková, se domnívají, že je vysvědčení zbytečné, škodlivé a mělo by být zrušeno.

## Výpis z vysvědčení
Jedná se o výpis známek, vytištěných na klasickém kancelářském papíru, takový výpis musí obsahovat údaje jako klasické vysvědčení a je vydáváno pouze v prvním pololetí. Pokud žák v druhém pololetí z nějakého předmětu obdrží známku 5 (nedostatečná), nebo je z určitých důvodů neklasifikován, může mu být taktéž vydán výpis. Výpis obsahuje kolonku pro podpisy ředitele a třídního učitele, ale není to pravidlem. Dále je na školách, zda opatří výpis kulatým razítkem školy.

## Klasifikace v České a Slovenské republice
Pro číselné hodnocení (klasifikaci) výsledků školního vzdělávání se v České a Slovenské republice užívá pěti stupňů:
1 = výborný

2 = chvalitebný 

3 = dobrý

4 = dostatečný

5 = nedostatečný

## Historie vysvědčení
Historie vysvědčení na našem území sahá do roku 1774, kdy byl zaveden Všeobecný školní řád císařovnou Marií Terezií. Kvůli povinné školní docházce bylo také potřeba zavést systém hodnocení prospěchu žáků. Vysvědčení se nevydávalo ve formě, jakou známe dnes. Udělovalo se až na konci školní docházky (14 let).
Na přelomu 19. a 20. století byly známy 3 druhy vysvědčení:
- Vysvědčení propouštěcí – dostávaly děti, které dovršily potřebného věku a měly dostatečné znalosti z náboženství, vyučovacího jazyka a počtů.
- Vysvědčení na odchodnou – žáci, kteří dosáhli potřebného věku pro opuštění školy (14 let), ale neměli potřebné dovednosti a podle učitelské konference se to ani nedalo očekávat. Toto vysvědčení neobsahovalo známky.
- Vysvědčení frekventační – předávalo se žákům, kteří opouštěli obecnou školu a přecházeli na střední školu.

Žáci byli v průběhu roku klasifikováni tzv. školní zprávou. V ní byly uvedeny známky. Rodiče stvrzovali podpisem, že zprávu četli.

## Klasifikace v zahraničí
Stejný způsob klasifikace jako Česko a Slovensko užívá také Rakousko.
Pětistupňovou klasifikaci s obráceným pořadím známek (5 = výborný) užívá Maďarsko, Chorvatsko, Slovinsko, Bosna, Srbsko, Severní Makedonie, Turecko, Rusko, Portugalsko, Estonsko, na odborných školách také Finsko.
Čtyřstupňovou klasifikaci, kde nejlepší známkou je 5 se užívá na vysokých školách v Polsku.
Šestistupňovou klasifikaci, kde nejlepší známkou je 1, užívá Německo.
Obrácenou šestistupňovou klasifikaci (nejlepší známka je 6) užívá Bulharsko, Polsko a Švýcarsko.
Desetistupňovou klasifikaci, kde nejlepší známka je 10, užívá Belgie, Brazílie, Finsko, Francie, Itálie, Litva, Mexiko, Nizozemsko, Rumunsko, Řecko, Španělsko. V Belgii a ve Francii se někdy užívá i dvacetistupňová klasifikace (nejlepší známka je 20).
Ve Velké Británii, v Kanadě a v USA se nejčastěji klasifikuje písmeny, přičemž nejlepší známka je A (resp. A*, A+), nejhorší D (případně i E, F, G, U).